# Sejm Śląski IV kadencji (1935–1945)
Sejm Śląski IV kadencji (1935-1945) – autonomiczny organ ustawodawczy dla województwa śląskiego wybrany na podstawie niedemokratycznej ordynacji wyborczej do Sejmu Śląskiego w dniu 8 września 1935 r. Zwołany na mocy zarządzenia Prezydenta Rzeczypospolitej z dnia 21 września 1935 r. do Katowic na dzień 24 września 1935 r.
Sejm Śląski IV kadencji składał się z 24 posłów. Po przyłączeniu zaolziańskich powiatów Śląska Cieszyńskiego w 1938 roku Prezydent RP dokooptował 4 posłów.
Po wybuchu II wojny światowej Prezydent RP nie rozwiązał Sejmu Śląskiego IV kadencji, jednak w czasie okupacji nie zwoływano jego sesji.
Krajowa Rada Narodowa 6 maja 1945 roku zniosła Statut Organiczny Województwa Śląskiego z ustroju konstytucyjnego Rzeczypospolitej Polskiej w trakcie trwania kadencji Sejmu Śląskiego, niezgodnie ze swoimi kompetencjami

## Prezydium
- Marszałek
  - Karol Grzesik (NChZP)
- Wicemarszałkowie
  - Włodzimierz Dąbrowski (NChZP)
  - Alojzy Kot (NChZP, ZZP)

## Spór o ordynację wyborczą
8 lipca 1935 r. zdominowany przez obóz sanacyjny Sejm uchwalił ustawę zmieniającą ordynację wyborczą zgodnie z duchem konstytucji kwietniowej. Zmieniała ona całkowicie zasady głosowania: zamiast systemu proporcjonalnego wprowadzono większościowy (w każdym okręgu wybierano po 2 posłów), a możliwość zgłaszania kandydatów ograniczono jedynie do specjalnych zgromadzeń złożonych z osób nominowanych przez lokalne warstwy rządzące, przedsiębiorców i związki zawodowe.
Artykułem 95. ustawa wprowadzała również nową ordynację wyborczą do Sejmu Śląskiego, niezgodnie z obowiązującą w momencie jej ogłoszenia ordynacją wyborczą, której artykuł 3. gwarantował niezmienność ordynacji do momentu uchwalania ustawy o wewnętrznym ustroju Województwa Śląskiego przez Sejm Śląski. Kompromisowe rozwiązanie z 1930 r. zostało zastosowane ze względu na pat prawny w związku z niewywiązaniem się pierwszego Sejmu Śląskiego z uchwalenia ustawy o wewnętrznym ustroju województwa i ograniczeniami wynikającym ze Statutu Organicznego Województwa Śląskiego, który mówił jedynie o pierwszym Sejmie Śląskim. Ze względu na brak możliwości protestu (Sejm Śląski od 26 marca 1935 r. nie był zwoływany na sesje), opozycja zbojkotowała wybory ogłoszone na przez Prezydenta RP na dzień 8 września 1935 r.